# IC 2636
IC 2636 ist eine Galaxie mit aktivem Galaxienkern vom Hubble-Typ S im Sternbild Löwe an der Ekliptik. Sie ist schätzungsweise 995 Millionen Lichtjahre von der Milchstraße entfernt.
Das Objekt wurde am 27. März 1906 von Max Wolf entdeckt.